# De Deurzakkers
De Deurzakkers is een artiestenduo uit Waalwijk/Tilburg, bestaande uit Willem van Schijndel en Clemens van Bracht.

## Geschiedenis
Het duo begon in 1974. Hun grootste hit was Zak es lekker door. De Deurzakkers zijn actief in het carnavalssegment. Van Schijndel werkte in een platenzaak in Den Bosch waar hij samen met zijn manager aldaar, Van Bracht, besloot een carnavalssingle te maken. Onder de naam De Deurzakkers brachten ze met behulp van de Carnavalsvereniging De Kikvorschen en het complete eerste elftal van FC Den Bosch het lied Zak es lekker door uit. Het werd een landelijke toptienhit. Zak es lekker door werd in 2015 opnieuw uitgebracht voor carnaval.

## Discografie

### Albums
| Album met eventuele hitnotering(en) in de Nederlandse Album Top 100 | Datum van verschijnen | Datum van binnenkomst | Hoogste positie | Aantal weken | Opmerkingen         |
| ------------------------------------------------------------------- | --------------------- | --------------------- | --------------- | ------------ | ------------------- |
| Het feest kan beginnen!                                             | 1986                  | 11-01-1986            | 38              | 8            |                     |
| Tropical party                                                      | 1990                  | 10-02-1990            | 23              | 6            |                     |
| Het hele jaar feest                                                 | 1992                  | 08-02-1992            | 45              | 5            |                     |
| Party - Hits                                                        | 1996                  | 13-07-1996            | 68              | 8            |                     |
| Hollands glorie (Het beste van)                                     | 2004                  | -                     |                 |              | Verzamelalbum       |
| Alle 20 feest in de hut                                             | 2004                  |                       |                 |              | Met De Havenzangers |
| De allergrootste hits en medleys                                    | 2005                  | -                     |                 |              | Verzamelalbum       |
| Party - Hits 2                                                      | 2008                  | -                     |                 |              |                     |

### Singles
| Single met eventuele hitnotering(en) in de Nederlandse Top 40 | Datum van verschijnen | Datum van binnenkomst | Hoogste positie | Aantal weken | Opmerkingen                                                                         |
| ------------------------------------------------------------- | --------------------- | --------------------- | --------------- | ------------ | ----------------------------------------------------------------------------------- |
| Zak es lekker door                                            | 1975                  | 25-01-1975            | 10              | 5            | met FC Den Bosch & de Kikvorschen / Nr. 9 in de Single Top 100                      |
| 1-2-3 en zakken                                               | 1976                  | -                     |                 |              |                                                                                     |
| Later komt de kater                                           | 1977                  | -                     |                 |              |                                                                                     |
| Oh, Mama                                                      | 1979                  | -                     |                 |              |                                                                                     |
| Dat was weer op 't kantje af                                  | 1980                  | -                     |                 |              |                                                                                     |
| 't Doet er niet toe                                           | 1981                  | -                     |                 |              |                                                                                     |
| Waar is de steek van de keizer?                               | 1983                  | 15-01-1983            | tip10           | -            | Nr. 24 in de Single Top 100                                                         |
| We gaan er tegen aan!                                         | 1984                  | 14-01-1984            | tip5            | -            | Nr. 28 in de Single Top 100                                                         |
| Het feest kan beginnen!                                       | 1985                  | 16-02-1985            | 36              | 3            | Nr. 31 in de Single Top 100                                                         |
| Kom op, we zetten alles op z'n kop                            | 1986                  | 08-02-1986            | 34              | 3            | Nr. 33 in de Single Top 100                                                         |
| Geef ons de sleutel maar                                      | 1987                  | 03-01-1987            | tip2            | -            | Nr. 30 in de Single Top 100                                                         |
| Kunnen wij hier overnachten                                   | 1988                  | 06-02-1988            | 32              | 4            | Nr. 15 in de Single Top 100                                                         |
| Doe ze thuis de hartelijke groeten                            | 1989                  | 21-01-1989            | 22              | 5            | Nr. 13 in de Single Top 100                                                         |
| Het is hier binnen beter dan buiten                           | 1990                  | 27-01-1990            | 13              | 7            | Nr. 22 in de Single Top 100                                                         |
| Doe een stapje naar voren                                     | 1990                  | -                     |                 |              | Nr. 72 in de Single Top 100                                                         |
| Wij gaan door tot midden in de nacht                          | 1990                  | 27-01-1990            | tip10           | -            | met Dennie Christian / Nr. 56 in de Single Top 100                                  |
| Wij weten wel hoe laat het is                                 | 1991                  | 26-01-1991            | 24              | 4            | Nr. 23 in de Single Top 100                                                         |
| Kan ik effe vangen (foutje bedankt)                           | 1992                  | 01-02-1992            | 22              | 5            | Nr. 21 in de Single Top 100                                                         |
| Morgen is er weer 'n dag                                      | 1993                  | 30-01-1993            | tip2            | -            | Nr. 28 in de Single Top 100                                                         |
| Wij willen swingen                                            | 1993                  | -                     |                 |              | met Oscar Harris                                                                    |
| Moeder, het is weer mis                                       | 1994                  | 22-01-1994            | 29              | 3            | als V.O.F. De Deurzakkers / Nr. 36 in de Single Top 100                             |
| Doe een stapje naar voren (Live)                              | 1995                  | 28-01-1995            | tip12           | -            |                                                                                     |
| Partymix vol 1.                                               | 1995                  | -                     |                 |              |                                                                                     |
| Wij vieren feest / De beste drinkers drinken het              | 1996                  | 10-02-1996            | 35              | 3            | Nr. 35 in de Single Top 100                                                         |
| Hakku's lekker door                                           | 1997                  | -                     |                 |              |                                                                                     |
| We gaan het weer versieren                                    | 1998                  | 21-02-1998            | tip20           | -            | Nr. 64 in de Single Top 100                                                         |
| De Brabantse carnavalsmedley                                  | 1999                  | -                     |                 |              |                                                                                     |
| Waar gaan we heen                                             | 2001                  | -                     |                 |              | Nr. 51 in de Single Top 100                                                         |
| Pizzahaha 2002                                                | 2002                  | -                     |                 |              | met Eric Dikeb / Nr. 51 in de Single Top 100                                        |
| Wij gaan voor rood wit blauw                                  | 2004                  | -                     |                 |              | met De Havenzangers / Nr. 45 in de Single Top 100                                   |
| Volle kracht vooruit!                                         | 2005                  | 05-02-2005            | tip9            | -            | Nr. 19 in de Single Top 100                                                         |
| Hedde gij nog aajer in de koelkast                            | 2007                  | -                     |                 |              | Nr. 62 in de Single Top 100                                                         |
| Houdoe!                                                       | 2008                  | -                     |                 |              | Nr. 39 in de Single Top 100                                                         |
| Feest op het plein! Deel 1                                    | 2009                  | -                     |                 |              | Nr. 27 in de Single Top 100                                                         |
| Kermis medley                                                 | 2009                  | -                     |                 |              |                                                                                     |
| Dushi Dushi (Happy hour)                                      | 2010                  | -                     |                 |              | met Lucretia Martina / Nr. 18 in de Single Top 100                                  |
| Lalala van Straus en zo                                       | 2010                  | -                     |                 |              |                                                                                     |
| Volle kracht vooruit                                          | 2010                  | -                     |                 |              |                                                                                     |
| Wij doen vannacht het licht wel uit!                          | 2011                  | -                     |                 |              | Nr. 34 in de Single Top 100                                                         |
| De polonaisemedley                                            | 2011                  |                       |                 | -            | met Swoop                                                                           |
| Ik hou van holland                                            | 2012                  | -                     |                 |              |                                                                                     |
| Canta Pépé                                                    | 2012                  | -                     |                 |              | met Swoop                                                                           |
| Drink schrobbelėr                                             | 2013                  | -                     |                 |              | Nr. 36 in de Single Top 100                                                         |
| Houdoe!                                                       | 2014                  | -                     |                 |              |                                                                                     |
| Zak Es Lekker Door                                            | 2015                  | -                     |                 |              | met F.C. Den Bosch & De Kikvorschen. Dit is de 2015 versie van het nummer uit 1975. |
| Ik wil niet naar huis (partymix)                              | 2016                  | -                     |                 |              |                                                                                     |
| Mee zingen en mee blazen                                      | 2016                  | -                     |                 |              | met Factor 12                                                                       |
| Ich bin wie du                                                | 2017                  | -                     |                 |              | met Coen en Sander                                                                  |
| Wij doen het licht wel uit                                    | 2019                  | -                     |                 |              |                                                                                     |
| Doorgoan!                                                     | 2021                  | -                     |                 |              | als onderdeel van Niet altijd rozengeur                                             |
| Het feest kan beginnen                                        | 2024                  | -                     |                 |              | Met Lamme Frans                                                                     |
| Wij gaan voor rood, wit, blauw                                | ????                  | -                     |                 |              | Met De Havenzangers                                                                 |

| Single met hitnotering(en) in de Vlaamse Ultratop 50 | Datum van verschijnen | Datum van binnenkomst | Hoogste positie | Aantal weken | Opmerkingen |
| ---------------------------------------------------- | --------------------- | --------------------- | --------------- | ------------ | ----------- |
| De polonaisemedley                                   | 2011                  | 14-01-2012            | tip14           | -            | met Swoop   |
| Cantara pépé                                         | 19-11-2012            | 29-12-2012            | tip95*          |              | met Swoop   |

## Prijzen en benoemingen
Op vrijdag 21 februari 2025 kregen de heren van De Deurzakkers, in de uitzending van Carnaval Countdown, de AvroTros Carnaval Oeuvre Award. Daarnaast werd bekend dat De Deurzakkers Ereburgers zijn geworden van Roeptoetgat (durp van Omroep Brabant tijdens de carnaval).